# Championnat du monde masculin de handball 1999
Navigation
Japon 1997 France 2001
La 16e édition du championnat du monde masculin de handball s'est déroulé du 1er au 15 juin 1999 en Égypte.
La compétition est remportée pour la 4e fois par la Suède, vainqueur en finale 25 à 24 de la Russie, tenante du titre. Les Suédois, également champions d'Europe en 1998 s'affirment ainsi comme les favoris des Jeux olympiques de 2000 à Sydney. La république fédérale de Yougoslavie complète le podium

## Présentations

### Désignation du pays hôte
L'Égypte a été désigné pays hôte en 1996 :
- Résultats du premier tour :
  -  Égypte : 34 voix, qualifié pour le deuxième tour
  -  France : 30 voix, qualifié pour le deuxième tour
  -  Allemagne : 12 voix, éliminé
- Résultats du deuxième tour :
  -  Égypte : 44 voix
  -  France : 34 voix.

### Qualifications
| Compétition                   | Places | Équipes qualifiées                                             |
| ----------------------------- | ------ | -------------------------------------------------------------- |
| Pays hôte                     | 1      | Égypte                                                         |
| Championnat du monde 1997     | 1      | Russie                                                         |
| Championnat d'Europe 1998     | 4      | Suède, Espagne, Allemagne, RF Yougoslavie                      |
| Qualifications européennes    | 6      | Croatie, Danemark, France, Hongrie, Macédoine du Nord, Norvège |
| Qualifications asiatiques     | 4      | Chine, Koweït, Arabie saoudite, Corée du Sud                   |
| Championnat d'Afrique 1998    | 4      | Tunisie, Algérie, Nigeria, Maroc                               |
| Championnat panaméricain 1998 | 3      | Cuba, Argentine, Brésil                                        |
| Qualifications océaniennes    | 1      | Australie                                                      |

### Modalités
Les 24 équipes qualifiées sont réparties en 4 groupes de 6 équipes. Les quatre premières équipes de chaque groupe sont qualifiées pour les huitièmes de finale tandis que les deux dernières sont éliminées.
Si à l'issue des rencontres des différents groupes, deux ou plusieurs équipes se retrouvent avec un nombre égal de points, le classement s'effectue selon les critères suivants:
1. les résultats des équipes directement impliquées, en fonction des points.
2. la différence de buts entre les buts marqués et les buts encaissés des équipes directement impliquées.
3. le plus grand nombre de buts marqués dans les matches entre les équipes.
4. la différence de buts de tous les matches par voie de soustraction.
5. le plus grand nombre de buts marqués de tous les matches.
6. s'il reste impossible d'établir un classement, c'est un tirage au sort qui décide.

La phase finale débute au stade des huitièmes de finale selon un format à élimination directe jusqu'en finale. Un match pour la troisième place est également organisé ainsi que des matchs de classement de la 5e à la 8e place.

## Tour préliminaire

### Légende
- Qualifié pour les huitièmes de finale
- Éliminé

### Groupe A
|   | Équipe    | Pts | J | G | N | P | Bp  | Bc  | Diff |
| - | --------- | --- | - | - | - | - | --- | --- | ---- |
| 1 | Espagne   | 10  | 5 | 5 | 0 | 0 | 163 | 101 | 62   |
| 2 | Danemark  | 8   | 5 | 4 | 0 | 1 | 117 | 108 | 9    |
| 3 | Tunisie   | 5   | 5 | 2 | 1 | 2 | 111 | 118 | -7   |
| 4 | Algérie   | 3   | 5 | 1 | 1 | 3 | 106 | 120 | -14  |
| 5 | Maroc     | 3   | 5 | 0 | 3 | 2 | 100 | 117 | -17  |
| 6 | Argentine | 1   | 5 | 0 | 1 | 4 | 96  | 129 | -33  |

| - Mercredi 2 juin Tunisie - Argentine : 23:19 (9:8) Danemark - Maroc : 20:19 (11:7) Espagne - Algérie : 34:24 (20:11) - Jeudi 3 juin Maroc - Tunisie : 23:23 (8:12) Argentine - Espagne : 19:31 (6:15) Algérie - Danemark : 18:28 (9:12) - Vendredi 4 juin Espagne - Maroc : 34:18 (16:9) Argentine - Algérie : 16:25 (9:11) Tunisie - Danemark : 19:23 (8:11) - Dimanche 6 juin Tunisie - Algérie : 23:20 (12:10) Maroc - Argentine : 21:21 (10:12) Danemark - Espagne : 17:31 (8:16) - Lundi 7 juin Algérie - Maroc : 19:19 (11:10) Danemark - Argentine : 29:21 (12:9) Espagne - Tunisie : 33:23 (16:13) |

### Groupe B
|   | Équipe          | Pts | J | G | N | P | Bp  | Bc  | Diff |
| - | --------------- | --- | - | - | - | - | --- | --- | ---- |
| 1 | Allemagne       | 10  | 5 | 5 | 0 | 0 | 146 | 100 | 46   |
| 2 | Égypte          | 8   | 5 | 4 | 0 | 1 | 126 | 111 | 15   |
| 3 | Cuba            | 6   | 5 | 3 | 0 | 2 | 153 | 131 | 22   |
| 4 | Brésil          | 4   | 5 | 2 | 0 | 3 | 108 | 133 | -25  |
| 5 | Macédoine       | 2   | 5 | 1 | 0 | 4 | 122 | 149 | -27  |
| 6 | Arabie saoudite | 0   | 5 | 0 | 0 | 5 | 101 | 132 | -31  |

| - Mercredi 1er juin Égypte - Brésil 28:19 (16:8) - Mercredi 2 juin Arabie saoudite - République de Macédoine 21:28 (11:16) Allemagne - Cuba 34:25 (15:13) - Jeudi 3 juin Brésil - Arabie saoudite 22:21 (14:12) République de Macédoine - Allemagne 25:36 (9:16) Cuba - Égypte 29:31 (14:17) - Vendredi 4 juin Allemagne - Brésil 26:13 (15:7) République de Macédoine - Cuba 18:32 (10:16) Arabie saoudite - Égypte 16:19 (4:10) - Dimanche 6 juin Arabie saoudite - Cuba 24:36 (10:17) Brésil - République de Macédoine 30:27 (15:15) Égypte - Allemagne 18:23 (7:9) - Lundi 7 juin Cuba - Brésil 31:24 (15:10) Allemagne - Arabie saoudite 27:19 (13:10) Égypte - République de Macédoine 30:24 (18:8) |

### Groupe C
|   | Équipe  | Pts | J | G | N | P | Bp  | Bc  | Diff |
| - | ------- | --- | - | - | - | - | --- | --- | ---- |
| 1 | Russie  | 10  | 5 | 5 | 0 | 0 | 162 | 106 | 56   |
| 2 | Croatie | 7   | 5 | 3 | 1 | 1 | 118 | 115 | 3    |
| 3 | Hongrie | 6   | 5 | 3 | 0 | 2 | 134 | 112 | 22   |
| 4 | Norvège | 5   | 5 | 2 | 1 | 2 | 130 | 129 | 1    |
| 5 | Koweït  | 2   | 5 | 1 | 0 | 4 | 107 | 147 | -40  |
| 6 | Nigeria | 0   | 5 | 0 | 0 | 5 | 112 | 154 | -42  |

| - Mercredi 2 juin Croatie - Koweit 25:19 (15:7) Hongrie - Nigeria 34:25 (16:9) Russie - Norvège 35:27 (19:11) - Jeudi 3 juin Koweit - Hongrie 16:32 (8:15) Nigeria - Russie 23:36 (11:17) Norvège - Croatie 23:23 (13:11) - Vendredi 4 juin Russie - Koweit 35:15 (20:6) Hongrie - Croatie 19:20 (8:10) Nigeria - Norvège 13:27 (9:8) - Dimanche 6 juin Croatie - Russie 23:29 (7:13) Koweit - Nigeria 30:26 (14:17) Hongrie - Norvège 31:24 (13:13) - Lundi 7 juin Croatie - Nigeria 27:25 (14:10) Russie - Hongrie 27:18 (12:10) Norvège - Koweit 29:27 (18:14) |

### Groupe D
|   | Équipe         | Pts | J | G | N | P | Bp  | Bc  | Diff |
| - | -------------- | --- | - | - | - | - | --- | --- | ---- |
| 1 | Suède          | 9   | 5 | 4 | 1 | 0 | 169 | 105 | 64   |
| 2 | France         | 8   | 5 | 4 | 0 | 1 | 152 | 114 | 38   |
| 3 | RF Yougoslavie | 7   | 5 | 3 | 1 | 1 | 156 | 120 | 36   |
| 4 | Corée du Sud   | 4   | 5 | 2 | 0 | 3 | 142 | 118 | 24   |
| 5 | Chine          | 2   | 5 | 1 | 0 | 4 | 122 | 193 | -71  |
| 6 | Australie      | 0   | 5 | 0 | 0 | 5 | 97  | 188 | -91  |

| - Mercredi 2 juin RF Yougoslavie - Chine 43:25 (23:11) Suède - Corée du Sud 25:20 (14:13) France - Australie 32:15 (16:9) - Jeudi 3 juin Chine - Suède 21:42 (11:23) Australie - RF Yougoslavie 22:40 (11:24) Corée du Sud - France 25:28 (12:13) - Vendredi 4 juin Suède - Australie 49:17 (22:10) Chine - Corée du Sud 23:38 (12:18) RF Yougoslavie - France 23:26 (11:13) - Dimanche 6 juin RF Yougoslavie - Corée du Sud 28:25 (10:13) France - Suède 25:31 (13:13) Australie - Chine 29:33 (16:15) - Lundi 7 juin Suède - RF Yougoslavie 22:22 (11:15) Corée du Sud - Australie 34:14 (19:9) France - Chine 41:20 (18:7) |

## Phase finale

### Tableau final
|  | Huitièmes de finale                  | Huitièmes de finale                  |                |                                 | Quarts de finale                   | Quarts de finale                   |    |  | Demi-finales                       | Demi-finales                       |  |  | Finale                          | Finale                          |
|  | Huitièmes de finale                  | Huitièmes de finale                  |                |                                 | Quarts de finale                   | Quarts de finale                   |    |  | Demi-finales                       | Demi-finales                       |  |  | Finale                          | Finale                          |
|  |                                      |                                      |                |                                 |                                    |                                    |    |  |                                    |                                    |  |  |                                 |                                 |
|  | Mercredi 9 juin à 19h30, Le Caire    | Mercredi 9 juin à 19h30, Le Caire    |                |                                 | Vendredi 11 juin à 15h00, Le Caire | Vendredi 11 juin à 15h00, Le Caire |    |  | Dimanche 13 juin à 21h45, Le Caire | Dimanche 13 juin à 21h45, Le Caire |  |  | Mardi 15 juin à 21h30, Le Caire | Mardi 15 juin à 21h30, Le Caire |
|  | Mercredi 9 juin à 19h30, Le Caire    | Mercredi 9 juin à 19h30, Le Caire    |                |                                 | Vendredi 11 juin à 15h00, Le Caire | Vendredi 11 juin à 15h00, Le Caire |    |  | Dimanche 13 juin à 21h45, Le Caire | Dimanche 13 juin à 21h45, Le Caire |  |  | Mardi 15 juin à 21h30, Le Caire | Mardi 15 juin à 21h30, Le Caire |
|  | Espagne                              | 27                                   |                |                                 | Vendredi 11 juin à 15h00, Le Caire | Vendredi 11 juin à 15h00, Le Caire |    |  | Dimanche 13 juin à 21h45, Le Caire | Dimanche 13 juin à 21h45, Le Caire |  |  | Mardi 15 juin à 21h30, Le Caire | Mardi 15 juin à 21h30, Le Caire |
|  | Espagne                              | 27                                   |                |                                 | Vendredi 11 juin à 15h00, Le Caire | Vendredi 11 juin à 15h00, Le Caire |    |  | Dimanche 13 juin à 21h45, Le Caire | Dimanche 13 juin à 21h45, Le Caire |  |  | Mardi 15 juin à 21h30, Le Caire | Mardi 15 juin à 21h30, Le Caire |
|  | Brésil                               | 17                                   |                |                                 | Vendredi 11 juin à 15h00, Le Caire | Vendredi 11 juin à 15h00, Le Caire |    |  | Dimanche 13 juin à 21h45, Le Caire | Dimanche 13 juin à 21h45, Le Caire |  |  | Mardi 15 juin à 21h30, Le Caire | Mardi 15 juin à 21h30, Le Caire |
|  | Brésil                               | 17                                   | Espagne        | 23                              |                                    |                                    |    |  | Dimanche 13 juin à 21h45, Le Caire | Dimanche 13 juin à 21h45, Le Caire |  |  | Mardi 15 juin à 21h30, Le Caire | Mardi 15 juin à 21h30, Le Caire |
|  | Mercredi 9 juin à 18h00, à Port-Saïd |                                      | Espagne        | 23                              |                                    |                                    |    |  | Dimanche 13 juin à 21h45, Le Caire | Dimanche 13 juin à 21h45, Le Caire |  |  | Mardi 15 juin à 21h30, Le Caire | Mardi 15 juin à 21h30, Le Caire |
|  |                                      | France                               | 18             |                                 |                                    |                                    |    |  | Dimanche 13 juin à 21h45, Le Caire | Dimanche 13 juin à 21h45, Le Caire |  |  | Mardi 15 juin à 21h30, Le Caire | Mardi 15 juin à 21h30, Le Caire |
|  | Hongrie                              | France                               | 18             | 23                              |                                    |                                    |    |  | Dimanche 13 juin à 21h45, Le Caire | Dimanche 13 juin à 21h45, Le Caire |  |  | Mardi 15 juin à 21h30, Le Caire | Mardi 15 juin à 21h30, Le Caire |
|  | Hongrie                              | Vendredi 11 juin à 21h45, Le Caire   |                | 23                              |                                    |                                    |    |  | Dimanche 13 juin à 21h45, Le Caire | Dimanche 13 juin à 21h45, Le Caire |  |  | Mardi 15 juin à 21h30, Le Caire | Mardi 15 juin à 21h30, Le Caire |
|  | France                               | 24                                   |                |                                 |                                    |                                    |    |  | Dimanche 13 juin à 21h45, Le Caire | Dimanche 13 juin à 21h45, Le Caire |  |  | Mardi 15 juin à 21h30, Le Caire | Mardi 15 juin à 21h30, Le Caire |
|  | France                               | 24                                   | Espagne        | 21                              |                                    |                                    |    |  |                                    |                                    |  |  | Mardi 15 juin à 21h30, Le Caire | Mardi 15 juin à 21h30, Le Caire |
|  | Mercredi 9 juin à 18h00, à Ismaïlia  |                                      | Espagne        | 21                              |                                    |                                    |    |  |                                    |                                    |  |  | Mardi 15 juin à 21h30, Le Caire | Mardi 15 juin à 21h30, Le Caire |
|  |                                      | Russie                               | 22             |                                 |                                    |                                    |    |  |                                    |                                    |  |  | Mardi 15 juin à 21h30, Le Caire | Mardi 15 juin à 21h30, Le Caire |
|  | Russie                               | Russie                               | 22             | 31                              |                                    |                                    |    |  |                                    |                                    |  |  | Mardi 15 juin à 21h30, Le Caire | Mardi 15 juin à 21h30, Le Caire |
|  | Russie                               | Dimanche 13 juin à 19h30, Le Caire   |                | 31                              |                                    |                                    |    |  |                                    |                                    |  |  | Mardi 15 juin à 21h30, Le Caire | Mardi 15 juin à 21h30, Le Caire |
|  | Corée du Sud                         | 23                                   |                |                                 |                                    |                                    |    |  |                                    |                                    |  |  | Mardi 15 juin à 21h30, Le Caire | Mardi 15 juin à 21h30, Le Caire |
|  | Corée du Sud                         | 23                                   | Russie         | 26                              |                                    |                                    |    |  |                                    |                                    |  |  | Mardi 15 juin à 21h30, Le Caire | Mardi 15 juin à 21h30, Le Caire |
|  | Mercredi 9 juin à 21h45, Le Caire    |                                      | Russie         | 26                              |                                    |                                    |    |  |                                    |                                    |  |  | Mardi 15 juin à 21h30, Le Caire | Mardi 15 juin à 21h30, Le Caire |
|  |                                      | Égypte                               | 20             |                                 |                                    |                                    |    |  |                                    |                                    |  |  | Mardi 15 juin à 21h30, Le Caire | Mardi 15 juin à 21h30, Le Caire |
|  | Tunisie                              | Égypte                               | 20             | 22                              |                                    |                                    |    |  |                                    |                                    |  |  | Mardi 15 juin à 21h30, Le Caire | Mardi 15 juin à 21h30, Le Caire |
|  | Tunisie                              | Vendredi 11 juin à 19h30, Le Caire   |                | 22                              |                                    |                                    |    |  |                                    |                                    |  |  | Mardi 15 juin à 21h30, Le Caire | Mardi 15 juin à 21h30, Le Caire |
|  | Égypte                               | 24                                   |                |                                 |                                    |                                    |    |  |                                    |                                    |  |  | Mardi 15 juin à 21h30, Le Caire | Mardi 15 juin à 21h30, Le Caire |
|  | Égypte                               | 24                                   | Russie         | 24                              |                                    |                                    |    |  |                                    |                                    |  |  |                                 |                                 |
|  | Mercredi 9 juin à 20h30, à Ismaïlia  |                                      | Russie         | 24                              |                                    |                                    |    |  |                                    |                                    |  |  |                                 |                                 |
|  |                                      | Suède                                | 25             |                                 |                                    |                                    |    |  |                                    |                                    |  |  |                                 |                                 |
|  | RF Yougoslavie                       | Suède                                | 25             | 30                              |                                    |                                    |    |  |                                    |                                    |  |  |                                 |                                 |
|  | RF Yougoslavie                       |                                      |                | 30                              |                                    |                                    |    |  |                                    |                                    |  |  |                                 |                                 |
|  | Croatie                              | 23                                   |                |                                 |                                    |                                    |    |  |                                    |                                    |  |  |                                 |                                 |
|  | Croatie                              | 23                                   | RF Yougoslavie | 22                              |                                    |                                    |    |  |                                    |                                    |  |  |                                 |                                 |
|  | Mercredi 9 juin à 17h15, Le Caire    |                                      | RF Yougoslavie | 22                              |                                    |                                    |    |  |                                    |                                    |  |  |                                 |                                 |
|  |                                      | Allemagne                            | 21             |                                 |                                    |                                    |    |  |                                    |                                    |  |  |                                 |                                 |
|  | Allemagne                            | Allemagne                            | 21             | 28                              |                                    |                                    |    |  |                                    |                                    |  |  |                                 |                                 |
|  | Allemagne                            | Vendredi 11 juin à 17h15, Le Caire   |                | 28                              |                                    |                                    |    |  |                                    |                                    |  |  |                                 |                                 |
|  | Algérie                              | 17                                   |                |                                 |                                    |                                    |    |  |                                    |                                    |  |  |                                 |                                 |
|  | Algérie                              | 17                                   | RF Yougoslavie | 22                              |                                    |                                    |    |  |                                    |                                    |  |  |                                 |                                 |
|  | Mercredi 9 juin à 15h00, Le Caire    |                                      | RF Yougoslavie | 22                              |                                    |                                    |    |  |                                    |                                    |  |  |                                 |                                 |
|  |                                      | Suède                                | 23             |                                 |                                    |                                    |    |  |                                    |                                    |  |  |                                 |                                 |
|  | Cuba                                 | Suède                                | 23             | 32                              |                                    |                                    |    |  |                                    |                                    |  |  |                                 |                                 |
|  | Cuba                                 |                                      |                | 32                              |                                    |                                    |    |  |                                    |                                    |  |  |                                 |                                 |
|  | Danemark                             | 24                                   |                | Match pour la 3e place          | Match pour la 3e place             |                                    |    |  |                                    |                                    |  |  |                                 |                                 |
|  | Danemark                             | 24                                   | Cuba           | Match pour la 3e place          | Match pour la 3e place             | 26                                 |    |  |                                    |                                    |  |  |                                 |                                 |
|  | Mercredi 9 juin à 20h30, à Port-Saïd | Mercredi 9 juin à 20h30, à Port-Saïd | Cuba           | Mardi 15 juin à 19h00, Le Caire | Mardi 15 juin à 19h00, Le Caire    | 26                                 |    |  |                                    |                                    |  |  |                                 |                                 |
|  | Mercredi 9 juin à 20h30, à Port-Saïd | Mercredi 9 juin à 20h30, à Port-Saïd |                | Mardi 15 juin à 19h00, Le Caire | Mardi 15 juin à 19h00, Le Caire    | Suède                              | 33 |  |                                    |                                    |  |  |                                 |                                 |
|  | Suède                                | 33                                   | Espagne        | 24                              |                                    | Suède                              | 33 |  |                                    |                                    |  |  |                                 |                                 |
|  | Suède                                | 33                                   | Espagne        | 24                              |                                    |                                    |    |  |                                    |                                    |  |  |                                 |                                 |
|  | Norvège                              | 26                                   |                | RF Yougoslavie                  | 27                                 |                                    |    |  |                                    |                                    |  |  |                                 |                                 |
|  | Norvège                              | 26                                   |                | RF Yougoslavie                  | 27                                 |                                    |    |  |                                    |                                    |  |  |                                 |                                 |

### Huitièmes de finale
| 9 juin 1999 15h00 | Cuba    | 32–24 | Danemark | Complexe sportif du Stade international (en), Le Caire Affluence : 2 000 Arbitrage : Klucso, Lekrinszki |
| 9 juin 1999 15h00 | (13–14) |       |          | Complexe sportif du Stade international (en), Le Caire Affluence : 2 000 Arbitrage : Klucso, Lekrinszki |

| 9 juin 1999 16h15 | Allemagne | 28–17    | Algérie | Complexe sportif du Stade international (en), Le Caire Affluence : 10 000 Arbitrage : Hansson, Olsson |
| 9 juin 1999 16h15 | (14–9)    |          |         | Complexe sportif du Stade international (en), Le Caire Affluence : 10 000 Arbitrage : Hansson, Olsson |
| 9 juin 1999 16h15 | ×4        | THW Kiel | ×6 ×1   | Complexe sportif du Stade international (en), Le Caire Affluence : 10 000 Arbitrage : Hansson, Olsson |

- Allemagne : Holpert (1re-50e), Ramota (50e-60e) ; Bezdicek (2, ), von Behren (5, ), Wenta (2), Kretzschmar (5), Menzel (n.e.), Kohlhaas (n.e.), Schwarzer (1), Petersen (0), Zerbe (3, ), Baur (4 dont 2 pén.), Roos (3 dont 1 pén.), Karrer (3, ), Krebietke (n.e.).
- Algérie : Hakem (1re-14e), Helal (14e-60e) ; Loukil (), Zeguelli (1, ), Saïdi, Lamali (6), Labane, Labraoui (1, ), Akchiche, Hasni, Bouziane (2, ), Graiche (2 dont 2 pén.), Hamad (2), Zahgdoud (3 dont 1 pén.).
- Évolution du score : 0-1, 3-1, 3-4, 5-4, 5-5, 8-5, 8-6, 10-6, 10-7, 11-7, 11-8, 14-8, 14-9 (mi-temps) ; 15-9, 15-10, 19-10, 19-11, 21-11, 21-12, 22-12, 22-13, 24-13, 24-15, 25-15, 25-16, 27-16, 27-17, 28-17.

| 9 juin 1999 18h00 | Russie | 31–23 | Corée du Sud | Mubarak Hall, Ismaïlia Affluence : 2 000 Arbitrage : Pendić, Majstorović |
| 9 juin 1999 18h00 | (16–8) |       |              | Mubarak Hall, Ismaïlia Affluence : 2 000 Arbitrage : Pendić, Majstorović |

| 9 juin 1999 18h00 | Hongrie | 23–24 | France | Port Said Hall, Port-Saïd Affluence : 2 500 Arbitrage : Kohout, Dolejš |
| 9 juin 1999 18h00 | (11–14) |       |        | Port Said Hall, Port-Saïd Affluence : 2 500 Arbitrage : Kohout, Dolejš |

La France a battu la Hongrie 24-23 grâce à un but marqué du milieu du terrain par Andrej Golić à deux secondes de la fin alors que le but adverse était vide : les Hongrois, qui jouaient en supériorité numérique et avaient sorti leur gardien, avaient égalisé quelques secondes auparavant.
| 9 juin 1999 19h30 | Espagne              | 27–17  | Brésil        | Complexe sportif du Stade international (en), Le Caire Affluence : 18 000 Arbitrage : Litvinov, Khudoerko |
| 9 juin 1999 19h30 | Olalla, Urdangarin 5 | (15–5) | Bruno Souza 6 | Complexe sportif du Stade international (en), Le Caire Affluence : 18 000 Arbitrage : Litvinov, Khudoerko |
| 9 juin 1999 19h30 | ×3                   | Marca  | ×1            | Complexe sportif du Stade international (en), Le Caire Affluence : 18 000 Arbitrage : Litvinov, Khudoerko |

- Espagne : Barrufet; Olalla (5), Guijosa (3 dont 1 pén.), Xepkin (4, ), Urdiales (2), Urdangarín (5), Ugalde (2) ; Dujshebaev, Lozano (4, ), Mariano Ortega, Fort (n.e.), Pérez Canca (2).
- Brésil : Dos Santos ; Pinheiro (2), Ertel (3), Vanini (1), Bortolini (1), Justino (1), Souza (6) ; Freitas, Folhas, Barros (3 dont 3 pén., ).
- Évolution du score : 2-0, 4-0, 6-2, 9-2, 12-4, 15-5 (mi-temps), 16-8, 17-11, 20-13, 22-14, 25-16, 27-17.

| 9 juin 1999 20h30 | Suède              | 33–26   | Norvège | Port Said Hall, Port-Saïd Affluence : 2 500 Arbitrage : Migas, Bavas |
| 9 juin 1999 20h30 | Magnus Wislander 9 | (13–10) |         | Port Said Hall, Port-Saïd Affluence : 2 500 Arbitrage : Migas, Bavas |

- Suède[5] : Svensson, Gentzel, Wislander (9), Sivertsson (1), Lindgren, Frändesjö (3), Petersson (2), Lövgren (5), Ericsson (2), Olsson (6), Andersson, Vranjes (5).

| 9 juin 1999 20h30 | RF Yougoslavie     | 30–23  | Croatie | Mubarak Hall, Ismaïlia Affluence : 2 500 Arbitrage : Gallego, Lamas |
| 9 juin 1999 20h30 | Nenad Peruničić 10 | (15–9) | ?       | Mubarak Hall, Ismaïlia Affluence : 2 500 Arbitrage : Gallego, Lamas |
| 9 juin 1999 20h30 | ×5                 | Serbia | ×3 ×1   | Mubarak Hall, Ismaïlia Affluence : 2 500 Arbitrage : Gallego, Lamas |

- RF Yougoslavie : Perić, Nikolić, Golić, Jovanović (6 dont 1 pén.), Peruničić (10), Maksić (3), Lapčević, Matić (2), Milosavljević (2), Lisičić (5), Škrbić (2), Đorđić.
- Croatie : Mikulić ().

| 9 juin 1999 21h45 | Tunisie | 22–24 | Égypte | Complexe sportif du Stade international (en), Le Caire Affluence : 25 000 Arbitrage : Øie, Høgsnes |
| 9 juin 1999 21h45 | (13–14) |       |        | Complexe sportif du Stade international (en), Le Caire Affluence : 25 000 Arbitrage : Øie, Høgsnes |

### Quarts de finale
| 11 juin 1999 14h00 | Espagne          | 23–18  | France                 | Complexe sportif du Stade international (en), Le Caire Affluence : 6 000 Arbitrage : Pendić, Majstorović |
| 11 juin 1999 14h00 | Rafael Guijosa 6 | (12–9) | Fernandez, Stoecklin 5 | Complexe sportif du Stade international (en), Le Caire Affluence : 6 000 Arbitrage : Pendić, Majstorović |
| 11 juin 1999 14h00 | ×3               | Marca  | ×3                     | Complexe sportif du Stade international (en), Le Caire Affluence : 6 000 Arbitrage : Pendić, Majstorović |

- Espagne : Barrufet ; Guijosa (6 dont 4 pén.), Xepkin (1), Ortega (3), Lozano (5), Dujshevaev (2), Urdangarín (4, ) ; Olalla (-), Ugalde (1, ), Urdiales (-), Juancho Pérez (1).
- France : Gaudin ; Fernandez (5), Burdet (1, ), Gille (1, ), Golic (2), Kervadec (2, ) et Richardson (2) ; Stoecklin (5 dont 1 pén.), Joulin (-), Wiltberger (-), Puigsegur (-).
- Évolution du score : 3-1, 5-3, 8-4, 9-5, 11-7, 12-9 (mi-temps), 14-11, 16-11, 17-14, 19-15, 21-18, 23-18.

| 11 juin 1999 16h15 | Cuba | 26–33   | Suède            | Complexe sportif du Stade international (en), Le Caire Affluence : 23 000 Arbitrage : Litvinov, Khudoerko |
| 11 juin 1999 16h15 |      | (13–19) | Stefan Lövgren 8 | Complexe sportif du Stade international (en), Le Caire Affluence : 23 000 Arbitrage : Litvinov, Khudoerko |

- Suède[5] : Peter Gentzel, Tomas Svensson, Magnus Wislander (5), Thomas Sivertsson (1), Ola Lindgren, Martin Frändesjö (8), Johan Petersson (3), Stefan Lövgren (8), Pierre Thorsson (1), Staffan Olsson (3), Magnus Andersson (4), Ljubomir Vranjes

| 11 juin 1999 18h30 | RF Yougoslavie | 22–21           | Allemagne      | Complexe sportif du Stade international (en), Le Caire Affluence : 25 000 Arbitrage : Boye, Jensen |
| 11 juin 1999 18h30 | Vladan Matić 6 | (10–12)         | Volker Zerbe 6 | Complexe sportif du Stade international (en), Le Caire Affluence : 25 000 Arbitrage : Boye, Jensen |
| 11 juin 1999 18h30 | ×7             | Serbia THW Kiel | ×4             | Complexe sportif du Stade international (en), Le Caire Affluence : 25 000 Arbitrage : Boye, Jensen |

- RF Yougoslavie : Đorđić (1re-22e, 31e-46e, 47e-58e), Šterbik (22e-30e, 46e-47e, 58e-60e) ; Lisičić (1, ), Peruničić (5), Jovanović (5, ), Petrić (1, ), Lapčević (), Škrbić (3, ), Matić (6 dont 6 pén., ), Milosavjević.
- Allemagne : Holpert (1re-47e), Ramota (TV Großwallstadt, 47e-60e) ; Bezdicek (0), von Behren (1, ), Wenta (3), Kretzschmar (4), Menzel (2), Kohlhaas (0), Schwarzer (2, ), Petersen (0), Zerbe (6, ), Baur (1 dont 1 pén.), Roos (n.e.), Karrer (n.e.), Krebietke (n.e.).
- Évolution du score : 1-0, 1-2, 2-2, 2-4, 4-4, 4-5, 6-5, 6-6, 8-6, 8-7, 9-7, 9-10, 10-10, 10-12 (mi-temps) ; 10-13, 12-13, 12-14, 13-14, 13-15, 14-15, 14-16, 16-16, 16-17, 17-17, 17-18, 19-18, 19-20, 21-20, 21-21, 22-21.

| 11 juin 1999 20h45 | Russie | 26–20 | Égypte | Complexe sportif du Stade international (en), Le Caire Affluence : 25 000 Arbitrage : Bülow, Lübker |
| 11 juin 1999 20h45 | (11–8) |       |        | Complexe sportif du Stade international (en), Le Caire Affluence : 25 000 Arbitrage : Bülow, Lübker |

### Demi-finales
| 13 juin 1999 14h00 | RF Yougoslavie       | 22 – 23     | Suède             | Complexe sportif du Stade international (en), Le Caire Affluence : 4 500 Arbitrage : Garcia, Moréno |
| 13 juin 1999 14h00 | Nedeljko Jovanović 6 | (11–9)      | Pierre Thorsson 6 | Complexe sportif du Stade international (en), Le Caire Affluence : 4 500 Arbitrage : Garcia, Moréno |
| 13 juin 1999 14h00 | ×3                   | (en) Serbia | ×?                | Complexe sportif du Stade international (en), Le Caire Affluence : 4 500 Arbitrage : Garcia, Moréno |

- RF Yougoslavie : Perić (12/34), Đorđić (0/1) ; Golić (0/1), Jovanović (6/13 dont 1/1 p.), Peruničić (2/6), Maksić (1/2 dont 1/1 p.), Lapčević (3/5), Petrić (2/6), Matić (5/5), Kokir (), Lisičić(1/3), Škrbić (cap, 2/3, ).
- Suède[5] : Gentzel, Svensson, Wislander (4), Sivertsson (1), Lindgren, Frändesjö, Petersson, Lövgren (5), Thorsson (6), Olsson (2), Andersson (2), Vranjes (3).

| 13 juin 1999 20h45 | Espagne           | 21 – 22    | Russie              | Complexe sportif du Stade international (en), Le Caire Affluence : 2 000 Arbitrage : Boye, Jensen |
| 13 juin 1999 20h45 | Demetrio Lozano 5 | (9–11)     | Édouard Kokcharov 7 | Complexe sportif du Stade international (en), Le Caire Affluence : 2 000 Arbitrage : Boye, Jensen |
| 13 juin 1999 20h45 | ×7 ×1             | (es) Marca | ×5                  | Complexe sportif du Stade international (en), Le Caire Affluence : 2 000 Arbitrage : Boye, Jensen |

- Espagne : Barrufet () ; Guijosa (4 dont 1 p., ), Xepkin (3, ), Urdangarín (2, ), Dujshebaev (1), Lozano (5), Carlos Ortega (4), Ugalde (), Olalla (), Juancho Pérez (1, ), A. Entrerríos (1 p.), Fort (ps).
- Russie : A. Lavrov ; I. Lavrov (2), Kokcharov (7 dont 5p.), Voronine (1), Grebnev (), Gorpichine (), Pogorelov (), Koulitchenko, Toutchkine (4, ), Koudinov (4), Torgovanov (4, ).
- Évolution du score (toutes les 5 minutes) : 1-2, 2-3, 4-5, 6-7, 8-8, 9-11 (descanso), 13-11, 14-13, 16-14, 17-18, 20-20, 21-22 (final).

### Match pour la médaille de bronze
| 15 juin 1999 18h00 | Espagne          | 24 – 27    | RF Yougoslavie       | Complexe sportif du Stade international (en), Le Caire Affluence : 20 000 Arbitrage : Øie, Høgsnes |
| 15 juin 1999 18h00 | Rafael Guijosa 8 | (14–12)    | Blažo Lisičić (en) 7 | Complexe sportif du Stade international (en), Le Caire Affluence : 20 000 Arbitrage : Øie, Høgsnes |
| 15 juin 1999 18h00 | ×3               | (es) Marca | ×3                   | Complexe sportif du Stade international (en), Le Caire Affluence : 20 000 Arbitrage : Øie, Høgsnes |

- Espagne : Núñez; Dujshevaev (2), Urdangarín (1, ), Olalla (1), Xepkin (4), Ortega (4), Guijosa (8 dont 3 p.), Lozano (3, ), A. Entrerríos (1), Ugalde (-, ), Juancho Pérez (-), Barrufet (n.e.).
- RF Yougoslavie : Perić; Jovanović (6, ), Lapčević (1), Nikolić (4), Matić (4, ), Kokir (1), Lisičic (7), Milosavljević (2), Maksić (2, 1p), Petrić (-, ), Đorđić (n.e.).
- Évolution du score (toutes les 5 minutes) : 2-1, 5-3, 7-6, 9-8, 11-11, 14-12 (mi-temps), 16-14, 18-17, 21-20, 21-21, 22-22, 24-27 (final).

### Finale
| 15 juin 1999 21h30 | Russie                 | 24 – 25    | Suède            | Complexe sportif du Stade international (en), Le Caire Affluence : 23 000 Arbitrage : Bülow, Lübker |
| 15 juin 1999 21h30 | Alexandre Toutchkine 6 | (14–12)    | Stefan Lövgren 7 | Complexe sportif du Stade international (en), Le Caire Affluence : 23 000 Arbitrage : Bülow, Lübker |
| 15 juin 1999 21h30 | ×2                     | (es) Marca | ×3 ×1            | Complexe sportif du Stade international (en), Le Caire Affluence : 23 000 Arbitrage : Bülow, Lübker |

- Russie : A. Lavrov; I. Lavrov (5), Krivochlikov (2), Grebnev, Gorpichine (1), Pogorelov (1), Filipov (4, dont 3 p., ) Toutchkine (6), Koudinov (2), Torgovanov (3, ).
- Suède : Gentzel; Wislander (2, ), Frandesjö (), Petterson (1), Lövgren (7 dont 2 p.), Olsson (2, ), Magnus Andersson, Thorsson (6, ), Sivertson (2), Vranjes (5, dont 2 p).
- Évolution du score (toutes les 5 minutes) : 3-0, 6-3, 8-5, 10-6, 11-10, 14-12 (mi-temps), 15-14, 16-17, 18-19, 18-22, 21-22, 24-25 (final).

### Matchs de classement de la5eà la8eplace
|  | Demi-finales de classement         | Demi-finales de classement         |                        |    | Match pour la 5e place          | Match pour la 5e place          |
|  | Demi-finales de classement         | Demi-finales de classement         |                        |    | Match pour la 5e place          | Match pour la 5e place          |
|  |                                    |                                    |                        |    |                                 |                                 |
|  | Dimanche 13 juin à 17h15, Le Caire | Dimanche 13 juin à 17h15, Le Caire |                        |    | Lundi 14 juin à 21h30, Le Caire | Lundi 14 juin à 21h30, Le Caire |
|  | Dimanche 13 juin à 17h15, Le Caire | Dimanche 13 juin à 17h15, Le Caire |                        |    | Lundi 14 juin à 21h30, Le Caire | Lundi 14 juin à 21h30, Le Caire |
|  | Égypte                             | 25                                 |                        |    | Lundi 14 juin à 21h30, Le Caire | Lundi 14 juin à 21h30, Le Caire |
|  | Égypte                             | 25                                 |                        |    | Lundi 14 juin à 21h30, Le Caire | Lundi 14 juin à 21h30, Le Caire |
|  | France                             | 27                                 |                        |    | Lundi 14 juin à 21h30, Le Caire | Lundi 14 juin à 21h30, Le Caire |
|  | France                             | 27                                 | France                 | 21 |                                 |                                 |
|  | Dimanche 13 juin à 15h00, Le Caire |                                    | France                 | 21 |                                 |                                 |
|  |                                    | Allemagne                          | 26                     |    |                                 |                                 |
|  | Cuba                               | Allemagne                          | 26                     | 22 |                                 |                                 |
|  | Cuba                               |                                    |                        | 22 |                                 |                                 |
|  | Allemagne                          | 23                                 |                        |    |                                 |                                 |
|  | Allemagne                          | 23                                 | Match pour la 7e place |    |                                 |                                 |
|  |                                    |                                    |                        |    |                                 |                                 |
|  | Lundi 14 juin à 19h00, Le Caire    |                                    |                        |    |                                 |                                 |
|  |                                    |                                    |                        |    |                                 |                                 |
|  | Égypte                             | 35                                 |                        |    |                                 |                                 |
|  | Égypte                             | 35                                 |                        |    |                                 |                                 |
|  | Cuba                               | 28                                 |                        |    |                                 |                                 |
|  | Cuba                               | 28                                 |                        |    |                                 |                                 |

## Classement final
| Rang                      | Équipe          | MJ | V | N | D | BP  | BC  | Diff |
| ------------------------- | --------------- | -- | - | - | - | --- | --- | ---- |
| Médaille d'or, monde      | Suède           | 9  | 8 | 1 | 0 | 282 | 202 | +080 |
| Médaille d'argent, monde  | Russie          | 9  | 8 | 0 | 1 | 265 | 195 | +070 |
| Médaille de bronze, monde | RF Yougoslavie  | 9  | 6 | 1 | 2 | 257 | 211 | +046 |
| 04                        | Espagne         | 9  | 7 | 0 | 2 | 258 | 185 | +073 |
| 05                        | Allemagne       | 9  | 8 | 0 | 1 | 244 | 182 | +062 |
| 06                        | France          | 9  | 6 | 0 | 3 | 241 | 210 | +031 |
| 07                        | Égypte          | 9  | 6 | 0 | 3 | 230 | 214 | +016 |
| 08                        | Cuba            | 9  | 4 | 0 | 5 | 261 | 246 | +015 |
|                           |                 |    |   |   |   |     |     |      |
| 09                        | Danemark        | 6  | 4 | 0 | 2 | 141 | 140 | +0 1 |
| 10                        | Croatie         | 6  | 3 | 1 | 2 | 141 | 145 | -0 4 |
| 11                        | Hongrie         | 6  | 3 | 0 | 3 | 157 | 136 | +021 |
| 12                        | Tunisie         | 6  | 2 | 1 | 3 | 133 | 142 | -0 9 |
| 13                        | Norvège         | 6  | 2 | 1 | 3 | 156 | 162 | -0 6 |
| 14                        | Corée du Sud    | 6  | 2 | 0 | 4 | 169 | 153 | +016 |
| 15                        | Algérie         | 6  | 1 | 1 | 4 | 123 | 148 | -025 |
|                           |                 |    |   |   |   |     |     |      |
| 16                        | Brésil          | 6  | 2 | 0 | 4 | 125 | 160 | -035 |
| 17                        | Maroc           | 5  | 0 | 3 | 2 | 100 | 117 | -017 |
| 18                        | Macédoine       | 5  | 1 | 0 | 4 | 122 | 149 | -027 |
| 19                        | Koweït          | 5  | 1 | 0 | 4 | 107 | 147 | -040 |
| 20                        | Chine           | 5  | 1 | 0 | 4 | 122 | 193 | -071 |
| 21                        | Argentine       | 5  | 0 | 1 | 4 | 96  | 129 | -033 |
| 22                        | Arabie saoudite | 5  | 0 | 0 | 5 | 101 | 132 | -031 |
| 23                        | Nigeria         | 5  | 0 | 0 | 5 | 112 | 154 | -042 |
| 24                        | Australie       | 5  | 0 | 0 | 5 | 101 | 192 | -091 |

Les 7 premières équipes (de la Suède à l’Égypte) sont qualifiées pour les Jeux olympiques de Sydney.

## Statistiques et récompenses

### Équipe-type

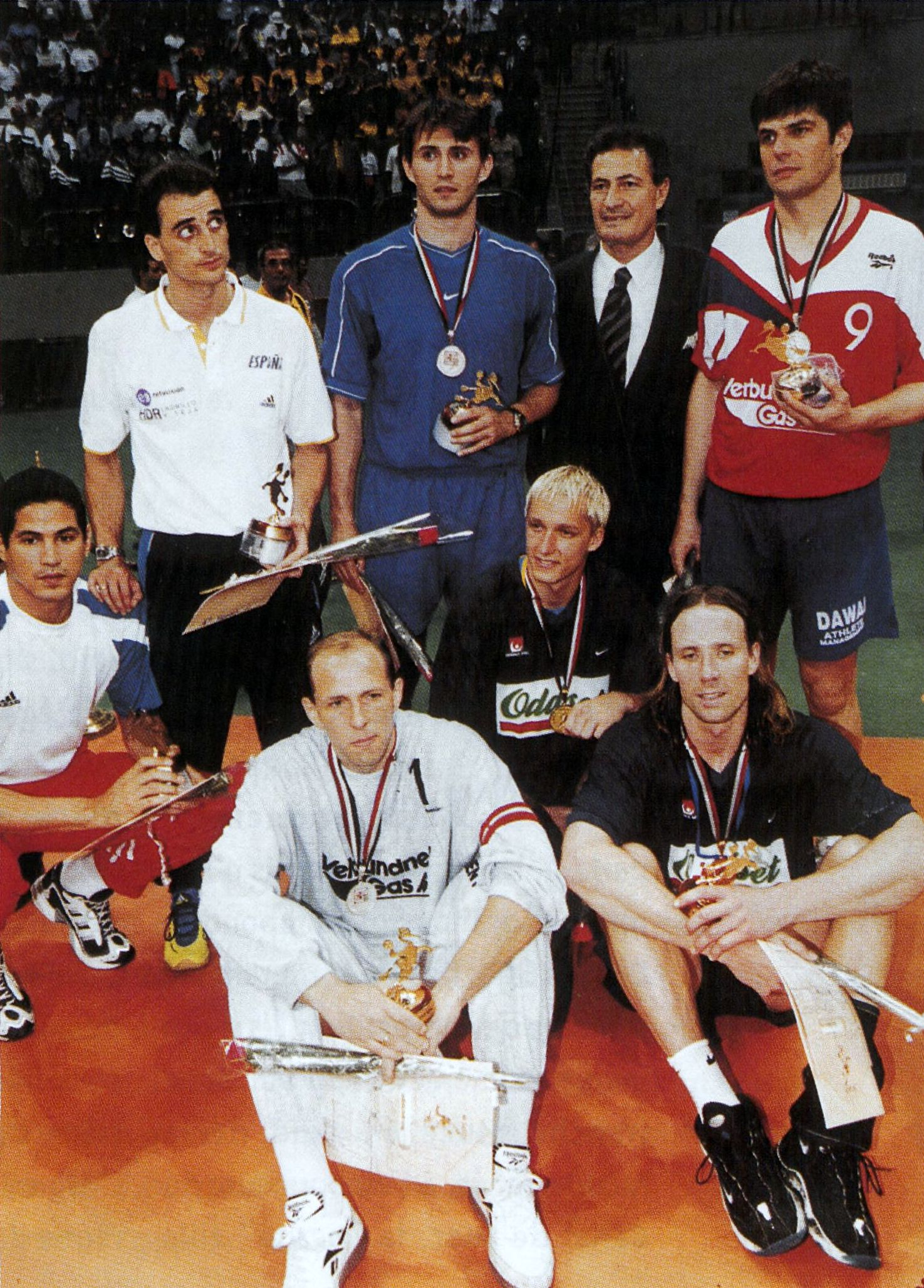
L'équipe-type de la compétition :
Guijosa, Jovanović, Moustafa (président de l'IHF), Koudinov ; Uríos, Petersson ; Lavrov et Olsson.

L'équipe-type de la compétition est :
- Meilleur joueur (MVP) : Stefan Lövgren ( Suède)[7][réf. à confirmer]
- Meilleur gardien : Andreï Lavrov ( Russie)
- Meilleur ailier gauche : Rafael Guijosa ( Espagne)
- Meilleur arrière gauche: Vassili Koudinov ( Russie)
- Meilleur demi-centre : Nedeljko Jovanović ( RF Yougoslavie)
- Meilleur pivot : Rolando Uríos ( Cuba)
- Meilleur arrière droit : Staffan Olsson ( Suède)
- Meilleur ailier droit : Johan Petersson ( Suède)

### Statistiques
| Rang | Joueur             | Sélection      | Champs | 7m | Total |
| ---- | ------------------ | -------------- | ------ | -- | ----- |
| 1    | Rolando Uríos      | Cuba           | 36     | 21 | 57    |
| 2    | Rafael Guijosa     | Espagne        | 31     | 19 | 50    |
| 3    | Stefan Lövgren     | Suède          | 37     | 9  | 46    |
| 4    | Julio Fis          | Cuba           | 43     | 0  | 43    |
| 4    | József Éles        | Hongrie        | 30     | 13 | 43    |
| 6    | Nenad Peruničić    | RF Yougoslavie | 37     | 4  | 41    |
| 6    | Stefan Kretzschmar | Allemagne      | 35     | 6  | 41    |
| 6    | Mohamed Madi       | Tunisie        | 32     | 9  | 41    |
| 6    | Yoon Kyung-shin    | Corée du Sud   | 30     | 11 | 41    |
| 10   | Andrej Golić       | France         | 29     | 9  | 38    |

| Rang | Joueur           | Sélection      | % arrêts |
| ---- | ---------------- | -------------- | -------- |
| 1    | Christian Ramota | Allemagne      | 46,2 %   |
| 2    | David Barrufet   | Espagne        | 44,3 %   |
| 3    | Tomas Svensson   | Suède          | 42,9 %   |
| 4    | Andreï Lavrov    | Russie         | 41,1 %   |
| 5    | Peter Gentzel    | Suède          | 40,8 %   |
| 6    | Toufik Hakem     | Algérie        | 40,5 %   |
| 7    | Zoran Đorđić     | RF Yougoslavie | 40,4 %   |
| 8    | Søren Haagen     | Danemark       | 39,3 %   |
| 9    | Vladimir Rivero  | Cuba           | 38,9 %   |
| 10   | Christian Gaudin | France         | 37,3 %   |

## Effectif des équipes sur le podium

### Champion du monde:Suède
- Peter Gentzel
- Tomas Svensson
- Martin Boquist
- Magnus Wislander
- Thomas Sivertsson
- Ola Lindgren
- Martin Frändesjö
- Jonas Ernelind
- Johan Petersson
- Stefan Lövgren
- Christian Eriksson
- Pierre Thorsson
- Staffan Olsson
- Magnus Andersson
- Mathias Frantzen
- Ljubomir Vranjes
- Henrik Andersson

Entraineur :
- Bengt Johansson

### Médaille d'argent:Russie
- Dimitri Filippov
- Viatcheslav Gorpichine
- Oleg Grebnev
- Oleg Khodov
- Édouard Kokcharov
- Denis Krivochlikov
- Vassili Koudinov
- Stanislav Koulintchenko
- Andreï Lavrov
- Igor Lavrov
- Sergueï Pogorelov
- Pavel Soukossian
- Dimitri Torgovanov
- Alexandre Toutchkine
- Lev Voronine

Entraineur :
- Vladimir Maksimov

### Médaille de bronze:RF Yougoslavie
- Zoran Đorđić
- Nebojša Golić
- Nedeljko Jovanović
- Petar Kapisoda
- Branko Kokir
- Ivan Lapčević
- Blažo Lisičić
- Nenad Maksić
- Vladan Matić
- Žikica Milosavljević
- Dejan Perić
- Nenad Peruničić
- Vladimir Petrić
- Ratko Nikolić
- Dragan Škrbić
- Arpad Šterbik

Entraineur :
- Zoran Živković